# 인디라 바마
인디라 바마(Indira Varma, 1973년 9월 27일 ~ )는 잉글랜드의 배우, 나레이터이다.

## 출연 작품
- 오피셜 시크릿(2019) - 샤미 차크라바티 역
- 미션 임파서블: 데드 레코닝(2023)